# Henri Lacaze (rugby à XV)
Pour les articles homonymes, voir Henri Lacaze et Lacaze.
Pas d'image ? Cliquez ici

a Compétitions nationales et continentales officielles uniquement.

b Matchs officiels uniquement.
 Henri Lacaze, est né le 11 avril 1898 à Laroquebrou (Cantal) et mort le 9 avril 1981 à Périgueux (Dordogne). C’est un ancien joueur français de rugby à XV, qui a joué avec l'équipe de France au poste de pilier (1,83 m pour 102 kg). 

## Carrière
Il a joué avec le Stade aurillacois.
Il a disputé son premier test match le 28 janvier 1928 contre l'équipe d'Irlande. Son dernier test match fut contre l'équipe du pays de Galles, le 23 février 1929.

## Palmarès
- 5 sélections en équipe nationale
- Sélection par année :  4 en 1928 et 1 en 1929